# حارة الجندوح الشمالية (خور مكسر)
حارة الجندوح الشمالية هي إحدى حارات حي السعادة الواقع بمديرية خور مكسر التابعة لمحافظة عدن، بلغ تعداد سكانها 4260 نسمة حسب تعداد اليمن لعام 2004.